# Lagotis alutacea
Lagotis alutacea är en grobladsväxtart som beskrevs av William Wright Smith. Lagotis alutacea ingår i släktet Lagotis och familjen grobladsväxter.

## Underarter
Arten delas in i följande underarter:
- L. a. foliosa
- L. a. rockii